# Tofua
Tofua è un'isola vulcanica e parco nazionale dell'arcipelago delle Tonga, nella divisione Ha'apai, con una caldera superficiale avvistata per la prima volta nel 1774 da James Cook. Fa parte della zona di subduzione delle Kermadec-Tonga, un'area geologicamente molto attiva che si estende dalla Nuova Zelanda fino a nord-ovest delle Fiji, nell'Oceano Pacifico, dovuta alla subduzione della placca pacifica sotto alla placca indo-australiana. Si trova 100 km al di sopra di una zona sismicamente attiva ed è connessa alla vicina isola di Kao tramite una dorsale sottomarina.

## Geografia e geologia
L'isola è ovale e misura all'incirca 8 x 10 km. I pendii della montagna si innalzano ripidamente verso la sommità della caldera, parzialmente riempita da un lago profondo circa 500 m. La caldera si è formata a seguito di un'imponente eruzione avvenuta circa mille anni fa che eruttò ceneri e lapilli che raggiunsero isole distanti anche 40 km. La superficie dell'isola è di 55 km2 e la caldera è ampia 5 km.

## Storia
Nel 1774 il capitano James Cook passò attraverso le isole di Tofua e Kao senza sbarcarvi, rimanendo colpito dai rivoli di fumo che si alzavano in aria e dal fatto che la sommità del monte era stata "consumata dal fuoco".

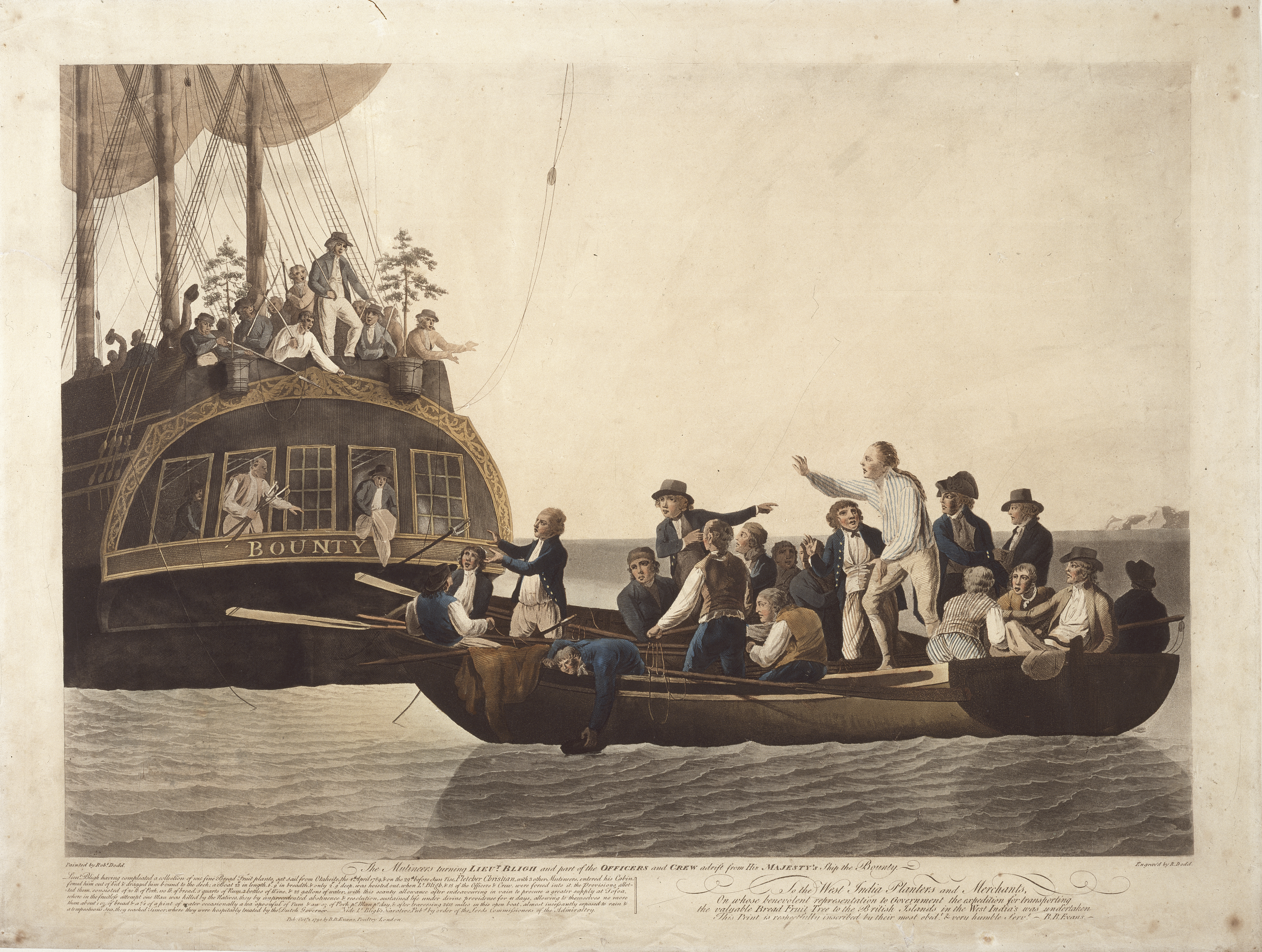
L'ammutinamento del 1789

L'ammutinamento del Bounty ebbe luogo il 28 aprile 1789 a circa 30 miglia nautiche (56 km) da Tofua. Dopo essere stato calato giù dalla nave su una lancia di appena 7 metri insieme a pochi uomini fidati, il capitano William Bligh navigò per 41 giorni prima verso Tofua e poi verso il porto di Kupang, a Timor (allora parte della Compagnia olandese delle Indie Orientali), munito solamente di un quadrante, un orologio da taschino, un compasso e un sestante. Al capitano, infatti, non furono lasciate delle cartine così dovette navigare verso Timor basandosi solo sui suoi ricordi. Viaggiò per 3618 miglia nautiche (6701 km) arrivando a Kupang il 14 giugno. Del suo equipaggio morì soltanto un uomo, John Norton, lapidato a morte dai nativi di Tofua appena videro sbarcare gli stranieri.
Su Tofua (inizialmente citata come Tofoa), Bligh e i suoi diciotto fedeli uomini si rifugiarono in una grotta per rifocillarsi e fare scorta di provviste per il lungo viaggio che li avrebbe attesi. Luis Marden, nel 1968, disse di aver ritrovato sia la grotta che la tomba di John Norton, voci poi smentite nel 1985 dall'antropologo svedese Bengt Danielsson, sostenendo quanto fosse improbabile che la tomba di Norton potesse essere sopravvissuta per due secoli o che i nativi non ne avessero impedito la sepoltura.
Nel maggio del 1943 giunse sull'isola una scialuppa di salvataggio con 23 sopravvissuti della nave Liberty SS Phoebe A. Hearst, affondata dopo essere stata colpita da un siluro giapponese il 30 aprile 1943. I sopravvissuti si cibarono di cozze e cocco finché non furono avvistati da una pattuglia aerea della Royal New Zealand Air Force e furono portati il giorno seguente dalla marina statunitense verso Tongatapu.
Nel 1958-1959 vi furono delle eruzioni che comportarono l'evacuazione di tutti gli abitanti per oltre un anno. Poiché il vulcano è attivo ed emette regolarmente lava e vapori di zolfo, l'isola è ormai disabitata da oltre trent'anni. Viene visitata occasionalmente da turisti, scienziati e coltivatori.
Tra il 2008 e il 2009 l'avventuriero svizzero Xavier Rosset trascorse dieci mesi da solo sull'isola, munito di una videocamera e un pannello solare per girare un documentario chiamato "300 giorni di solitudine". Sull'isola per tre mesi ha avuto un maialino come "migliore amico".

## Tradizione orale
E.W. Gifford, nel 1920, prese nota di racconti e leggende delle Tonga e riportò di un mito per la creazione di Tofua e Kaoː
Tre divinità provenienti da Samoa (Tuvuvata, Sisi e Faingaa) cospirarono per rubare Tofua. Ecco che si radunarono e strapparono via l'alta montagna fin nelle sue radici, lasciando al suo posto un grande lago. L'atto fece infuriare gli dei di Tonga e uno di loro, Tafakula, tentò di fermare i ladri. Si mise sull'isola di Luahako e si chinò per mostrare il fondoschiena. Quest'ultimo brillò così intensamente che le divinità se ne andarono spaventate, credendo che il sole stesse per sorgere e che le loro malefatte sarebbero state scoperte. Decisero allora di lasciar cadere l'isola nell'oceano e si nascosero a Samoa. La montagna che ricadde nel mare divenne nota come l'isola di Kao.
Secondo un altro mito locale, quando un'imbarcazione affonda, viene riportata sull'isola dagli squali.

## Ecologia
L'isola è stata dichiarata parco nazionale nel 2001 e conserva la più ampia area indisturbata di foreste umide e tropicali delle Tonga. Viene considerata un'area di interesse per BirdLife International. Sull'isola cresce la kava, dalla cui vendita si può ricavare del denaro.